# 霧島市立小野小学校
霧島市立小野小学校（きりしましりつ おのしょうがっこう）は、鹿児島県霧島市隼人町小田にある市立の小学校。

## 概要
霧島市隼人町の南部に位置する小学校である。

## 沿革
- 1878年（明治11年） - 小田小学校、野久美田小学校が設立
- 1884年（明治17年） - 両校を統合し、小野小学校を設置。
- 2005年（平成17年） - 国分市と姶良郡6町の新設合併に伴い、霧島市立小野小学校と改称。